# Templo de Juno Regina (Campo de Marte)
Templo de Juno Regina (em latim: Aedes Iuno Regina) era um templo da Roma Antiga dedicado à deusa Juno na região do Circo Flamínio, a porção sul do Campo de Marte. O cônsul Marco Emílio Lépido jurou construí-lo em 187 a.C. durante sua última batalha contra os ligúrios e foi dedicado em 179 a.C., quando ele era censor, em 23 de dezembro. Um pórtico ligava o templo a um "Templo da Fortuna", provavelmente o Templo da Fortuna Equestre. Ficava provavelmente ao sul do pórtico de Pompeu, do lado oriental do Circo Flamínio. Perto dali, foi construído o Templo de Júpiter Estator e ambos estavam rodeados pelo Pórtico dos Metelos. Os dois templos e o pórtico foram reconstruídos e rededicados por Otaviano (Pórtico de Otávia).

## Localização
| Planimetria do Campo de Marte meridional |
| --- |
| Tibre Navália Circo Flamínio Teatro de Marcelo T. de DianaC T. da Piedade T. de Jano T. de Juno T. de Spes Templo de Belona Templo de Apolo Sosiano Templo de Júpiter Estator Templo de Juno Regina Pórtico de Otávia Portico de Filipo T. de Hércules Portico de Otávio Teatro de Balbo Cripta de Balbo Portico de Minúcio T. das Ninfas Diribitório T. de Juturna T. da Fortuna T. de Ferônia T. dos Lares Permarinos Cúria de Pompeu Portico de Pompeu Teatro de Pompeu Templo da Vênus Victrix Templo de Marte Santuário de Hércules Grande Vigia Templo de Castor e Pólux Ponte Fabrício Ilha Tiberina Pórtico dos Máximos T. de Netuno Pórtico dos Deuses Vila Pública Hecatostilo T. da Fortuna Equestre Anfiteatro de Estacílio Tauro (?) |